# EMI Records
EMI Records é gravadora da UMG, fundada originalmente pela empresa homônima, no ano de 1972. Em 2012, foi vendida para a Universal, por £ 1,2 bilhão de euros. No ano seguinte, tornou-se Virgin EMI Records. Em 2020, a editora fonográfica foi ressuscitada. A EMI é conhecida por ser a gravadora de bandas e cantores como Queen, Elton John, Spice Girls e Paul McCartney e concorre com a Parlophone, que foi uma marca co-irmã da EMI, mas atualmente é um selo da Warner Music, tanto na Alemanha quanto no Reino Unido. 